# 王選 (弘治進士)
王選（1452年—？），字慎簡，江西吉安府安福縣人，民籍，明朝政治人物。

## 生平
江西鄉試第九十三名舉人。弘治六年（1493年）中式癸丑科會試第一百二十六名，三甲第四十八名進士。七年二月授翰林院检讨，侍榮王朱祐枢讲读。十二年四月升榮王府左長史。

## 家族
曾祖王學韶；祖父王克和；父王稷時，母劉氏。永感下。